# József Mindszenty
József Mindszenty nato József Pehm (Csehimindszent, 29 marzo 1892 – Vienna, 6 maggio 1975) è stato un cardinale e arcivescovo cattolico ungherese.
Nominato cardinale da papa Pio XII nel 1946 fu anche primate di Ungheria. Nel 2019 è stato proclamato, per le sue virtù eroiche, venerabile.

## Biografia
Nacque a Mindszent, un villaggio della campagna ungherese, da János Pehm e da Borbála Kovács; nel 1914 cambiò cognome (a lui sgradito in quanto di origine tedesca, in polemica con la pressione germanizzatrice delle autorità imperiali) prendendolo dalla città natale. Aveva cinque fratelli, ma solo due sorelle sopravvissero all'infanzia. Studiò al seminario di Szombathely e fu ordinato presbitero il 12 giugno 1915. 
Dopo la prima guerra mondiale e il crollo dell'Impero asburgico, presero il potere in Ungheria i comunisti di Béla Kun. Nel 1919 Mindszenty, in quanto sacerdote, fu arrestato.

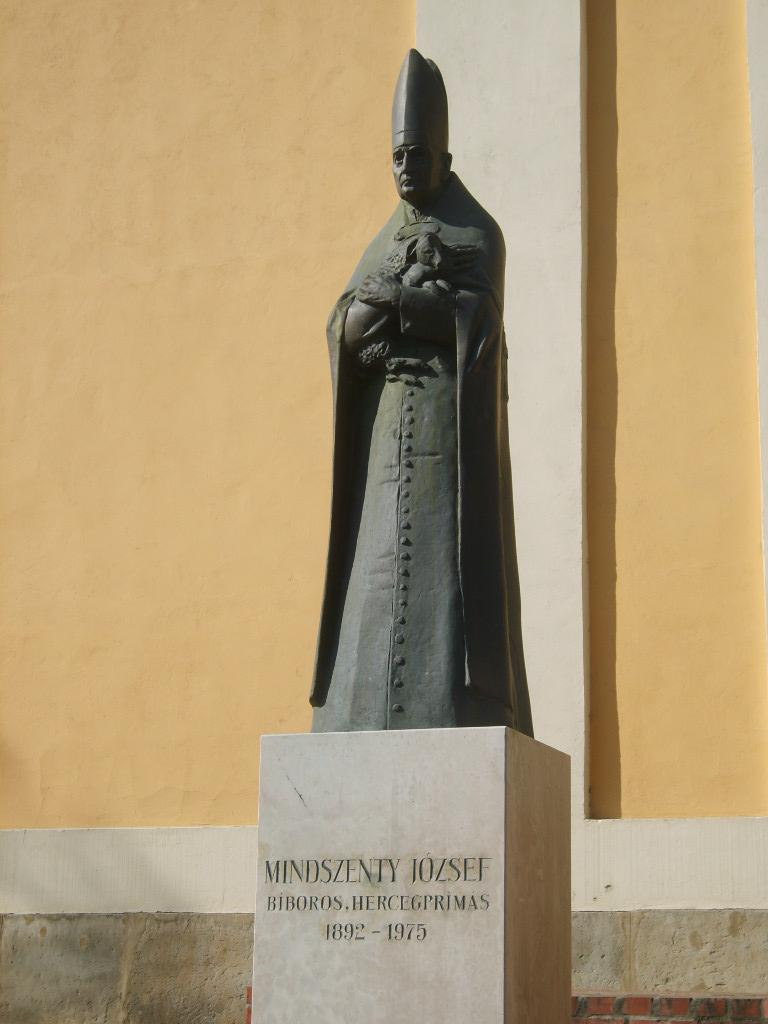
Statua di József Mindszenty.

Il 3 marzo 1944 fu nominato vescovo di Veszprém; venne consacrato il 25 marzo dello stesso anno nella cattedrale di Strigonio dal cardinale Jusztinián Serédi, co-consacranti Lajos Shvoy, vescovo di Székesfehérvár, e József Pétery, vescovo di Vác. Fra il 1944 e il 1945 fu nuovamente imprigionato, questa volta dai nazisti.
Il 2 ottobre 1945 fu promosso arcivescovo di Esztergom e primate d'Ungheria. Papa Pio XII lo elevò al rango di cardinale nel concistoro del 18 febbraio 1946. Il 22 febbraio dello stesso anno ricevette il titolo di Santo Stefano al Monte Celio.
Intanto l'Ungheria era diventata un Paese satellite dell'Unione Sovietica. La Chiesa cominciò ad essere perseguitata. Secondo una tradizione secolare, il principe-primate d'Ungheria è rivestito sia di funzioni ecclesiastiche sia di compiti civili (per esempio incorona il re e lo sostituisce in caso d'impedimento). Per i comunisti Mindszenty fu un simbolo da abbattere.
Il 26 dicembre 1948 fu prelevato in episcopio dalla polizia e arrestato. Sottoposto a torture e umiliazioni, fu picchiato per giorni, drogato e costretto ad ascoltare oscenità per spingerlo a confessare di aver commesso reati contro il regime. Dopo un processo-farsa, l'anno successivo fu condannato all'ergastolo. Sfinito fisicamente, sottoscrisse l'accusa di cospirazione tesa a rovesciare il governo, ma ebbe la lucidità di porre in calce la sigla C.F. (coactus feci, ossia "firmai perché costretto"). L'arresto del cardinale ebbe grande risonanza nelle cronache e fu considerato una prova della natura antireligiosa e oppressiva del comunismo.
Tra carcere e arresti domiciliari, Mindszenty trascorse otto anni, durante i quali non poté leggere testi sacri e col divieto di inginocchiarsi. Le guardie che lo avevano in custodia dovevano interromperlo qualora iniziasse a pregare. Durante la prigionia si ammalò di tubercolosi, a causa del duro regime carcerario. Il 1956 fu l'anno dell'insurrezione popolare e il cardinale fu liberato dagli insorti guidati dal maggiore Antal Pallavicini. Recatosi a Budapest, tenne un discorso alla radio dichiarando il proprio appoggio ad Imre Nagy. Quando le truppe sovietiche sedarono nel sangue l'insurrezione, si rifugiò nell'ambasciata statunitense di Budapest, dove restò sino al 1971, non potendo così partecipare ai conclavi del 1958 e del 1963.

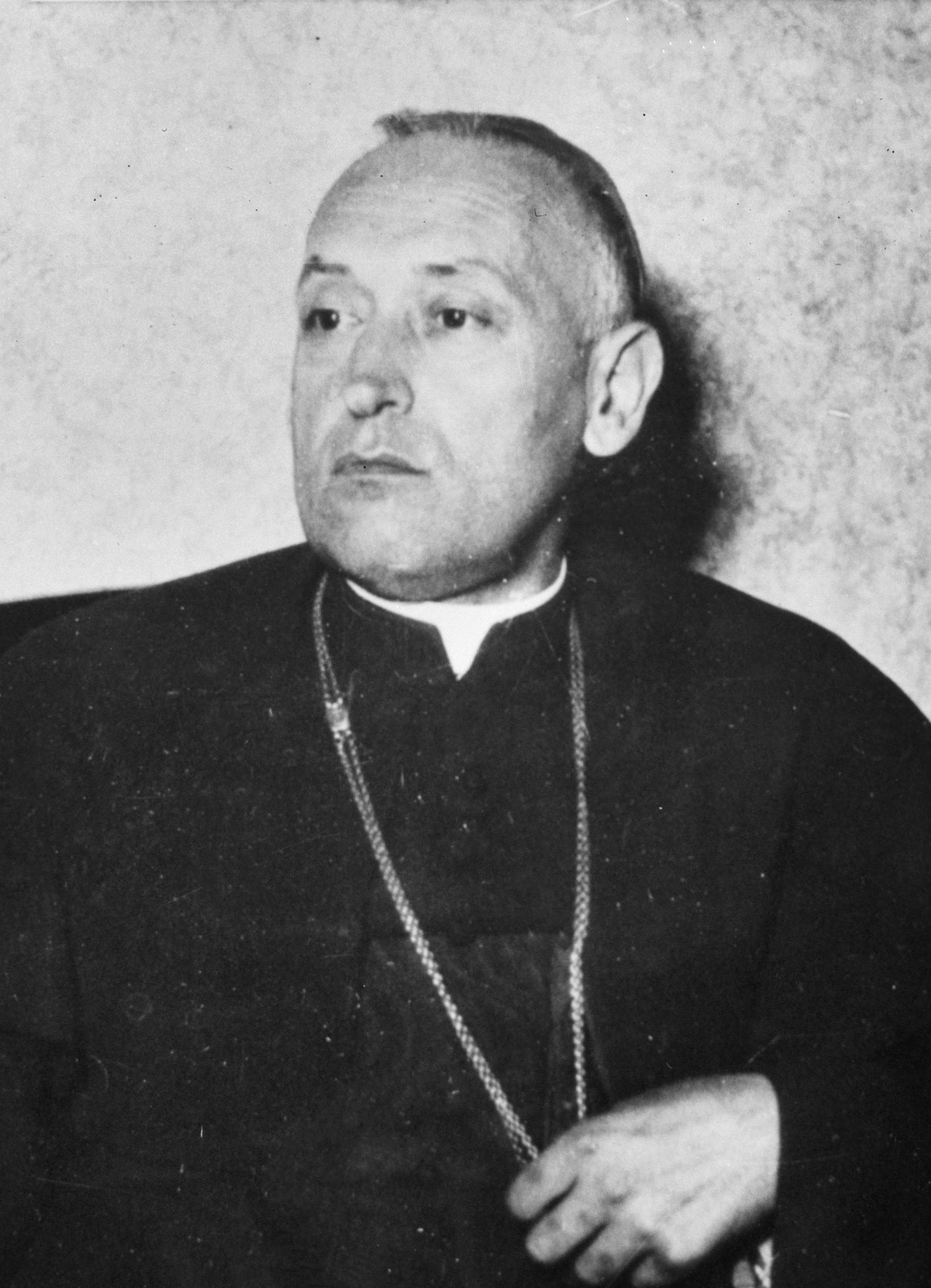
Il cardinale Mindszenty nel 1962

Mindszenty si oppose sempre alle trattative tra la Chiesa e i governi comunisti, affinché apparisse chiaramente che Roma non avrebbe accettato compromessi, denunciando abusi e violazioni dei diritti umani compiuti dal regime comunista, aumentando così il prestigio morale della Chiesa ed evidenziando il malcontento verso il governo. Prova della sua irremovobilità fu la lettera di protesta indirizzata alla Segreteria di Stato della Santa Sede presieduta da Jean Villot contro il metodo scelto per le nomine dei vescovi nei paesi sotto l'influenza dell'Unione Sovietica, ovvero solo religiosi graditi ai rispettivi regimi.
Negli anni sessanta la posizione della Santa Sede verso tali regimi subì un mutamento e fu inaugurata una politica di dialogo. Responsabile della riconciliazione con i Paesi del blocco orientale fu il cardinale Agostino Casaroli, riconciliazione a cui Mindszenty si oppose nettamente. Incontrò più volte il cardinal Casaroli, che pur considerando l'atteggiamento di Mindszenty un pesante ostacolo per la riuscita della sua Ostpolitik, non poté non ammirarne la grandezza morale e spirituale e la forza d'animo e di sopportazione del cardinale ungherese. Per molti anni Mindszenty rifiutò l'invito del Vaticano a trovare riparo a Roma, ma col tempo il cardinale era diventato un ospite scomodo anche per gli americani. Alla fine, nel 1971, con l'interessamento dell'allora presidente Nixon, lasciò l'ambasciata USA e raggiunse la Santa Sede.
Negli anni successivi Mindszenty ricevette dalla politica vaticana solo grandi amarezze e preferì allontanarsi da Roma, trasferendosi a Vienna, presso il collegio Pázmány un'antica istituzione ungherese. Dalla capitale austriaca effettuò numerosi viaggi presso le comunità ungheresi sparse nel mondo per far sentire la sua vicinanza e per descrivere la realtà del comunismo, ma il regime di Budapest ottenne dal Vaticano il suo isolamento. Nonostante tutto, la norma che prevedeva che i vescovi lasciassero l'incarico a 75 anni nel suo caso non fu applicata e restò in carica sino il 1º novembre 1973. Raggiunti gli 81 anni, papa Paolo VI chiese le sue dimissioni dalla cattedra primaziale di Esztergom, ma l'indomito cardinale gli oppose un rispettoso ma netto rifiuto. Il 18 novembre dello stesso anno, papa Montini lo sollevò dall'incarico, nominando un amministratore apostolico.
Il 6 maggio 1975 morì a Vienna per un arresto cardiaco susseguente ad un intervento chirurgico. Solo dopo la sua morte, Paolo VI procedette alla nomina del nuovo arcivescovo di Strigonio nella persona di László Lékai. Nel 1991 le spoglie di Mindszenty vennero solennemente trasportate da Mariazell a Esztergom, città nella quale fu arcivescovo, per essere tumulate nella cripta della cattedrale di Nostra Signora e di Sant'Adalberto.
Il 22 ottobre 1996 è stata avviata la causa di canonizzazione.
Nel 2012 Mindszenty ha ottenuto la definitiva riabilitazione legale, morale e politica. La Procura generale ungherese ha così chiuso ufficialmente la revisione del processo-farsa subito nel 1949.
Il 12 febbraio 2019 papa Francesco ha riconosciuto le virtù eroiche del cardinale Mindszenty e pertanto lo ha dichiarato venerabile.

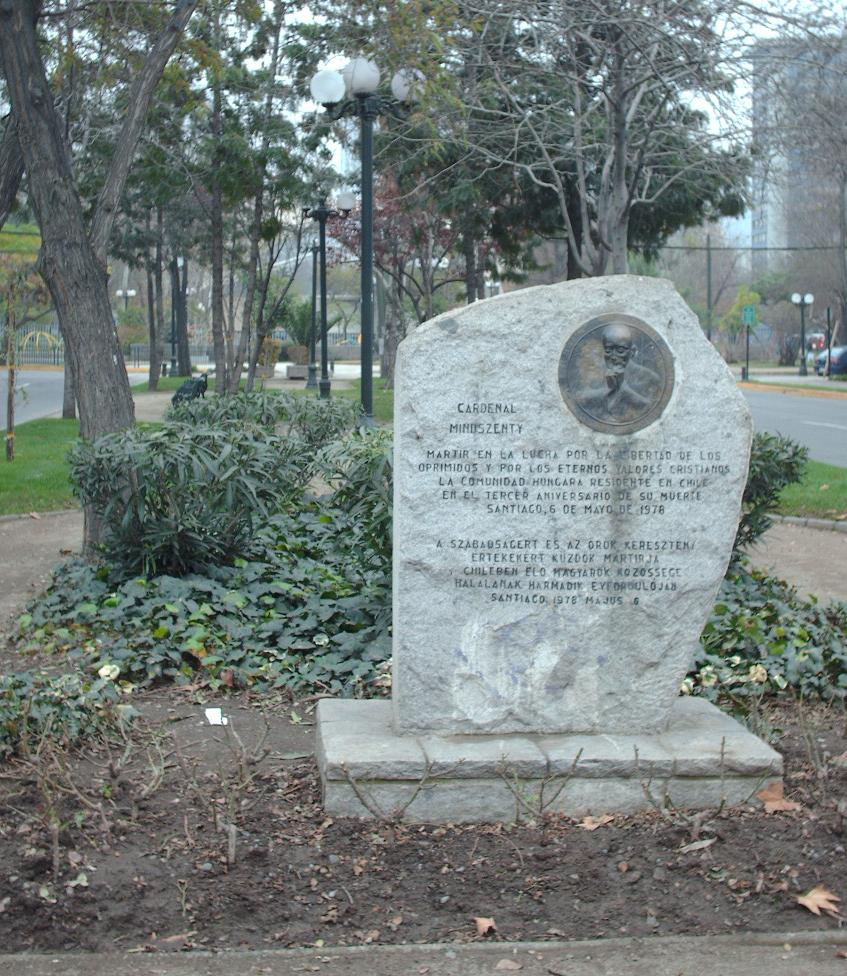
Lapide di József Mindszenty

## Genealogia episcopale e successione apostolica
La genealogia episcopale è:
- Cardinale Scipione Rebiba
- Cardinale Giulio Antonio Santori
- Cardinale Girolamo Bernerio, O.P.
- Vescovo Claudio Rangoni
- Arcivescovo Wawrzyniec Gembicki
- Arcivescovo Jan Wężyk
- Vescovo Piotr Gembicki
- Vescovo Jan Gembicki
- Vescovo Bonawentura Madaliński
- Vescovo Jan Małachowski
- Arcivescovo Stanisław Szembek
- Vescovo Felicjan Konstanty Szaniawski
- Vescovo Andrzej Stanisław Załuski
- Arcivescovo Adam Ignacy Komorowski
- Arcivescovo Władysław Aleksander Łubieński
- Vescovo Andrzej Stanisław Młodziejowski
- Arcivescovo Kasper Kazimierz Cieciszowski
- Vescovo Franciszek Borgiasz Mackiewicz
- Vescovo Michał Piwnicki
- Arcivescovo Ignacy Ludwik Pawłowski
- Arcivescovo Kazimierz Roch Dmochowski
- Arcivescovo Wacław Żyliński
- Vescovo Aleksander Kazimierz Bereśniewicz
- Arcivescovo Szymon Marcin Kozłowski
- Vescovo Mečislovas Leonardas Paliulionis
- Arcivescovo Bolesław Hieronim Kłopotowski
- Arcivescovo Jerzy Józef Elizeusz Szembek
- Vescovo Stanisław Kazimierz Zdzitowiecki
- Cardinale Aleksander Kakowski
- Papa Pio XI
- Cardinale Jusztinián Serédi, O.S.B.
- Cardinale József Mindszenty

La successione apostolica è:
- Vescovo Károly Kolman Papp (1946)
- Vescovo László Bánáss (1946)
- Vescovo Ferenc Rogács (1948)